# Lannea welwitschii
Lannea welwitschii es una especie de árbol de la familia de las anacardiáceas.

## Descripción
Es un árbol, que alcanza un tamaño de 10-30 m de altura, con tronco recto, cilíndrico por lo general apenas reforzado, de baja ramificación, de 0,7-1 m de diámetro y 2,5 m de grosor, corteza grisácea, bastante suave con numerosos huecos y con lenticelas visibles.

## Ecología
Se encuentra en bosques de hoja caduca, medio-caducifolias y bosques secundarios, Celtis, Milicia, con Aningeria altissima en el bosque, en bosque seco o húmedo, especialmente común en o cerca de los pantanos de la selva tropical, a una altitud de 1 a 1250 metros en el sudeste de Kenia, Tanzania.

## Taxonomía
Lannea welwitschii fue descrita por (Hiern) Engl. y publicado en Botanische Jahrbücher für Systematik, Pflanzengeschichte und Pflanzengeographie 24: 298. 1898.
Sinonimia
- Calesiam welwitschii Hiern
- Lannea acidissima A. Chev.
- Ricinodendron staudtii Pax[4]